# 紹姆堡-利珀的沃爾拉德
恩斯特·沃尔拉德（Ernst Wolrad，1887年4月19日—1962年6月15日），出生于斯塔德塔亨。绍姆堡-利珀亲王。是绍姆堡-利珀亲王格奥尔格与萨克森-阿尔滕堡公主玛丽·安妮的第四子。1936年，当时的王室首领的阿道夫二世亲王乘坐飞机从汉诺威前往墨西哥，途中发生空难。沃尔拉德遂成为新任家族首领。

## 家庭
1925年4月16日，沃尔拉德亲王在因河畔辛巴赫与堂妹巴希尔迪丝公主结婚。巴希尔迪丝公主是阿尔布雷希特王子与符腾堡的艾尔莎唯一的女儿。二人婚后有三子一女：
- 阿尔布雷希特·格奥尔格-威廉·欧仁（Albrecht Georg-Wilhelm Eugen，1926年1月26日-1945年4月29日），绍姆堡-利珀亲王世子；
- 弗里德里希·奥古斯特·菲利普-恩斯特·沃尔拉德（Friedrich August Philipp-Ernst Wolrad，1928年7月26日-2003年8月28日），绍姆堡-利珀亲王；
- 康斯坦丁·卡尔-爱德华·恩斯特-奥古斯特·斯特凡·亚历山大（Konstantin Karl-Eduard Ernst-August Stephan Alexander，1930年12月22日-2008年4月16日）；
- 艾尔莎·维多利亚·路易丝·玛丽·芭芭拉·伊丽莎白·巴希尔迪丝·维拉（Elsa Viktoria Luise Marie Barbara Elisabeth Bathildis Wera，1940年7月31日-）。